# Кузьминка (Ташлинський район)
Ку́зьминка (рос. Кузьминка) — село у складі Ташлинського району Оренбурзької області, Росія.

## Географія
Село розташоване в південно-західній частині регіону, у степовій зоні, на березі річки Кузьминка, поблизу її впадання в Іртек, на відстані приблизно 15 кілометрів (прямою лінією) на південний-захід від села Ташли, адміністративного центру району. Через село проходить автодорога загального користування регіонального значення "Ташла—Раннє" (ідентифікаційний номер 53 ВП РЗ 53К-3111000). 

## Населення
Населення — 218 осіб (2010; 283 у 2002).
Національний склад (станом на 2002 рік):
- росіяни — 56 %